# Littérature arabophone
La littérature arabe concerne tous les écrits (en prose ou en vers) rédigés en langue arabe. Cela ne comprend pas les œuvres écrites avec l'alphabet arabe utilisé pour transcrire une autre langue, comme le persan ou l'ourdou. Le terme adab (arabe : أدب ج آداب), qui signifie aujourd'hui « littérature » en arabe, n'est utilisé en ce sens que depuis la Nahda (XIXe siècle), quand la littérature arabe s'est alignée sur les concepts et les genres littéraires occidentaux. Avant le XIXe siècle, il n'y a pas de terme arabe correspondant au mot « littérature », englobant l'ensemble de la production écrite.
On distingue la littérature moderne et contemporaine (du XIXe siècle à nos jours) de la littérature classique (du VIe siècle à la fin du XVIIIe siècle). Les témoignages antérieurs au VIe siècle ne constituent que des fragments de langue écrite.

## La littérature classique(al-turâth): duVIesiècleà 1800
Dans la littérature arabe classique, à laquelle on se réfère en arabe par l'expression al-turâth (arabe : التراث), « le patrimoine », la frontière n'est pas claire entre les œuvres purement littéraires, qu'on qualifierait aujourd'hui d'artistiques et les œuvres d'érudition ou scientifiques. En effet, selon le mot de Jamel Eddine Bencheikh : « La littérature arabe a vécu jusqu'au XIXe siècle sur ses propres concepts, en définissant ses propres catégories ». De plus, le fait qu'on lise aujourd'hui des œuvres qui, à l'époque de leur composition, se voulaient didactiques et scientifiques, comme des œuvres purement littéraires, ou artistique, brouille encore plus les repères utilisés par la critique contemporaine. La singularité des catégories définies par la littérature classique elle-même pour se décrire tient aussi au fait que toute la production littéraire, au moins du VIIIe   au   XVe siècle, s'est accompagnée d'un retour théorique et critique sur elle-même représentée par les différentes éruditions, islamiques et profanes.
Parmi les traits spécifiques de la littérature arabe classique :
- La compilation et l'exégèse du Coran eurent une influence déterminante sur l'évolution de la littérature arabe classique en donnant naissance au VIIIe siècle aux sciences auxiliaires (philologie, grammaire, lexicographie, science des généalogies, des guerres et des batailles, etc.).
- C'est une littérature qui n'est pas ontologiquement centrée autour d'épopées, mais autour de la poésie. Ce sont les philologues de Basra et Kûfa qui, au VIIIe siècle, compilèrent les grands poètes préislamiques, fournissant ainsi aux générations suivantes de poètes, de littérateurs et d'érudits les mythes et la matière de la réflexion littéraire.
- Enfin le développement de la littérature d'adab, aux VIIIe – IXe siècles, permet l'essor d'une littérature en prose mais institue un écart fondamental entre une littérature de l'élite et la littérature populaire, dont la polarisation sera encouragée par la diglossie de la langue arabe. Les Mille et une nuits, œuvre si bien connue en Occident, est la moindre des grandes gestes (ou romans) produites par cette littérature populaire.

### La littérature pré-islamique (475-622)
La période précédant la révélation du Coran et le développement de la civilisation islamique est appelée, dans la langue du Coran, Jâhilîya « la période de l'ignorance ». Les théologiens entendent d'abord par ce terme la période du paganisme des Arabes avant la révélation coranique et leur ignorance de Dieu. Mais dès la fin du VIIe siècle, la Jâhilîya est idéalisée par les érudits qui la dépeignent comme l'âge d'or de la langue arabe authentique et le berceau des vertus arabes exemplaires. Aujourd'hui, en dehors des sciences religieuses, le terme de Jâhiliyya n'est pas connoté et s'applique en pratique pour désigner la période de 500 à 612 (début de la prédication islamique) ou 622 (Hégire),. Bien qu'il y ait peu de traces de littérature écrite durant cette période, la tradition littéraire orale est déjà riche et développée. Dans les dernières années du VIe siècle et au début du VIIe siècle, l'écrit intervient plus régulièrement dans la conservation et la transmission des œuvres, mais la transmission orale prévaut très largement jusqu'à la fin du VIIe siècle, voire le milieu du VIIIe siècle. C'est par la collation de cette tradition orale au VIIIe siècle par les « grands transmetteurs » puis les philologues de Basra et Kufa que cette littérature nous est parvenue.
Les premiers écrits de la littérature préislamique sont donc compilés deux siècles après leur production, ce qui a posé la question de l'authenticité des œuvres et de la fiabilité des sources, donnant lieu à de nombreux débats, qui se poursuivent aujourd'hui (voir l'article sur M. M. Chaker et Taha Hussein). Si une partie de cette littérature est suspectée d'être apocryphe (et ce dès le VIIIe siècle), comme la poésie des sa'âlîk (les poètes-brigands), elle est généralement admise comme authentique dans l'ensemble, malgré les attributions erronées, les « corrections » ou les « ajouts » subis lors de sa transmission et de sa collation.
La littérature préislamique est représentée avant tout par la poésie, avec pour fleuron les Mu'allaqât, et pour instrument la qasida, la grande ode préislamique, monomètre et monorime. Les premières anthologies de la poésie préislamique, réputées fiables, sont les Asma'iyyât (Les poèmes choisis d'al-Asmai), les Mufaddaliyat (Les poèmes choisis de Mufaddal), et plus tardivement la Hamâsa d'Abu Tammam. Ces anthologies n'avaient pas vocation à l'exhaustivité, au contraire, elles présentent une sélection de poèmes jugés par le compilateur comme étant les meilleurs ou les plus représentatifs. Les sélections de Mufaddal et d'al-Asmai présentent des qasidas entières. La Hamasa va plus loin dans le tri, puisqu'elle ne contient presque pas de poème complet, mais seulement des vers extraits de poèmes - dont beaucoup sont aujourd'hui perdus. Nous n'avons donc aujourd'hui qu'une vision partielle de l'ensemble de la production poétique préislamique. Par ailleurs, on ignore les débuts et le développement de cette poésie, déjà très élaborée au VIe siècle. Sa dimension conventionnelle (avec une organisation thématique des qasidas, des modèles célèbres et des thèmes récurrents) implique une longue tradition antérieure. L'Hymne de Qâniya, hymne sudarabique versifiée datant du Ier au IIIe siècle de notre ère, découverte au Yémen en 1973, apparemment monorime, pourrait être un ancêtre de la qasida préislamique. Elle atteste en tout cas qu'une poésie sacrée présentant quelques traits communs à la qasida était pratiquée trois à cinq siècles avant ceux que les critiques classiques appellent « les premiers poètes arabes ».
La poésie préislamique fournit à la poésie arabe sa forme et ses thèmes classiques, ainsi que la plupart de ses genres majeurs : madîh (éloge), hijâ' (satire), rithâ' (élégie funèbre), fakhr (jactance ou éloge de soi), nasîb (évocation nostalgique de la femme aimée). Plusieurs des thèmes qu'elle introduit deviendront des genres à part entière dans les siècles suivants, tels les tardiyyât (scènes de chasse) et les khamriyyât (poésie bachique), devenus des genres à part entière sous la plume d'Abû Nuwâs. Au nombre des poètes préislamiques les plus représentatifs on peut citer Imrou'l Qays, le « Prince errant », Zuhayr Ibn Abî Sulmâ ou Amr Ibn Kulthûm. À côté des poètes bédouins figurent les poètes de cour, de Jâbiya et d'al-Hîra, respectivement capitales des royaumes ghassanide (vassaux des Byzantins) et lakhmide (vassaux des Perses). Le plus important d'entre eux est sans conteste Al-Nâbigha al-Dhubyânî.
En plus de la poésie, la littérature préislamique comprend les « Jours des Arabes » (les récits des batailles et des guerres), les discours et harangues célèbres, les généalogies, la prose rimée des devins (saj' ) et les proverbes.

### La période coranique et l'Islam

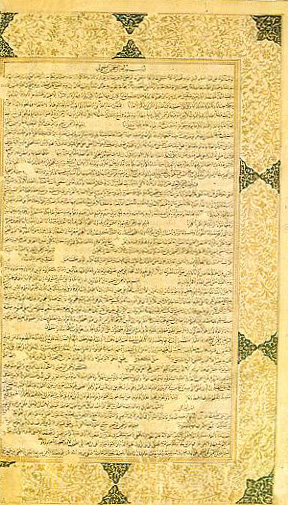
Le Coran a été la première œuvre majeure et la plus influente de la littérature arabe.

Le Coran a eu une influence considérable sur la langue arabe. La langue utilisée dans le Coran a donné naissance à ce que l'on appelle aujourd'hui l'« arabe classique » qui jouit toujours d'un important prestige parmi les locuteurs des dialectes arabes modernes. Non seulement le Coran est la première œuvre de longueur significative écrite en arabe, mais il présente également une structure bien plus complexe que les travaux littéraires précédents avec son organisation en 114 sourates (chapitres) qui contiennent 6 236 ayats (versets). Il présente de nombreuses figures littéraires : injonctions, narrations, homélies, paraboles (considérées comme des paroles divines), ainsi que des instructions et même des commentaires sur le Coran lui-même et la manière dont il sera reçu et compris. Paradoxalement, il est également autant admiré pour ses multiples métaphores complexes que pour la clarté de son texte, une caractéristique qu’il mentionne lui-même dans la sourate 16:103.
Bien qu’il contienne des éléments à la fois de prose et de poésie (ce qui le rapproche du genre littéraire saj' ou prose rythmique), le Coran est considéré comme une œuvre unique qui n’entre pas dans ces classifications littéraires. Le texte est compris comme une révélation divine et il est considéré comme éternel et incréé. Cette approche particulière a conduit à l’apparition de la doctrine du i’jaz ou « inimitabilité du Coran », qui affirme que personne ne peut copier son style littéraire ni même ne doit essayer. En proscrivant les écrits d’inspiration coranique, cette doctrine du i’jaz a peut-être un peu limité l’impact du Coran sur la littérature arabe. Ceci a probablement exercé une pression sur les poètes pré-islamiques du VIe siècle, dont la popularité parmi le peuple les mettait en concurrence avec le Coran. En effet, on constate ensuite un manque manifeste de poètes dignes de ce nom jusqu’au VIIIe siècle. Une exception notable est cependant à relever, il s’agit d’Ḥassān ibn T̠ābit qui composa des poèmes à la gloire de Mahomet et fut connu comme le « poète du prophète ». Tout comme la Bible a tenu une place importante dans les littératures des langues étrangères, de même le Coran a marqué durablement l’arabe. Il est la source de nombreuses idées, allusions et citations et son message moral a influencé de nombreux travaux ultérieurs.
En dehors du Coran, les hadîths, qui consignent la tradition de ce que Mahomet est censé avoir dit et fait dans sa vie, constituent une véritable somme littéraire. La totalité de ces actes et travaux sont appelés sunna qui se traduit par « tradition ». Parmi les hadiths, certains, considérés comme plus authentiques, sont distingués sous le nom de sahîh. L’une des collections de hadiths les plus emblématiques inclut ceux de Muslim ibn al-Hajjaj et ceux de Mouhammad al-Boukhârî.
Une autre composition littéraire importante dans les études coraniques est le tafsir ou « commentaire sur le Coran ». Les écrits arabes en relation avec la religion incluent également de nombreux sermons et des textes de prières, comme les paroles d’Ali qui furent collectées au cours du Xe siècle dans le Nahj al-Balagha (chemin de l’éloquence).

### L’érudition islamique

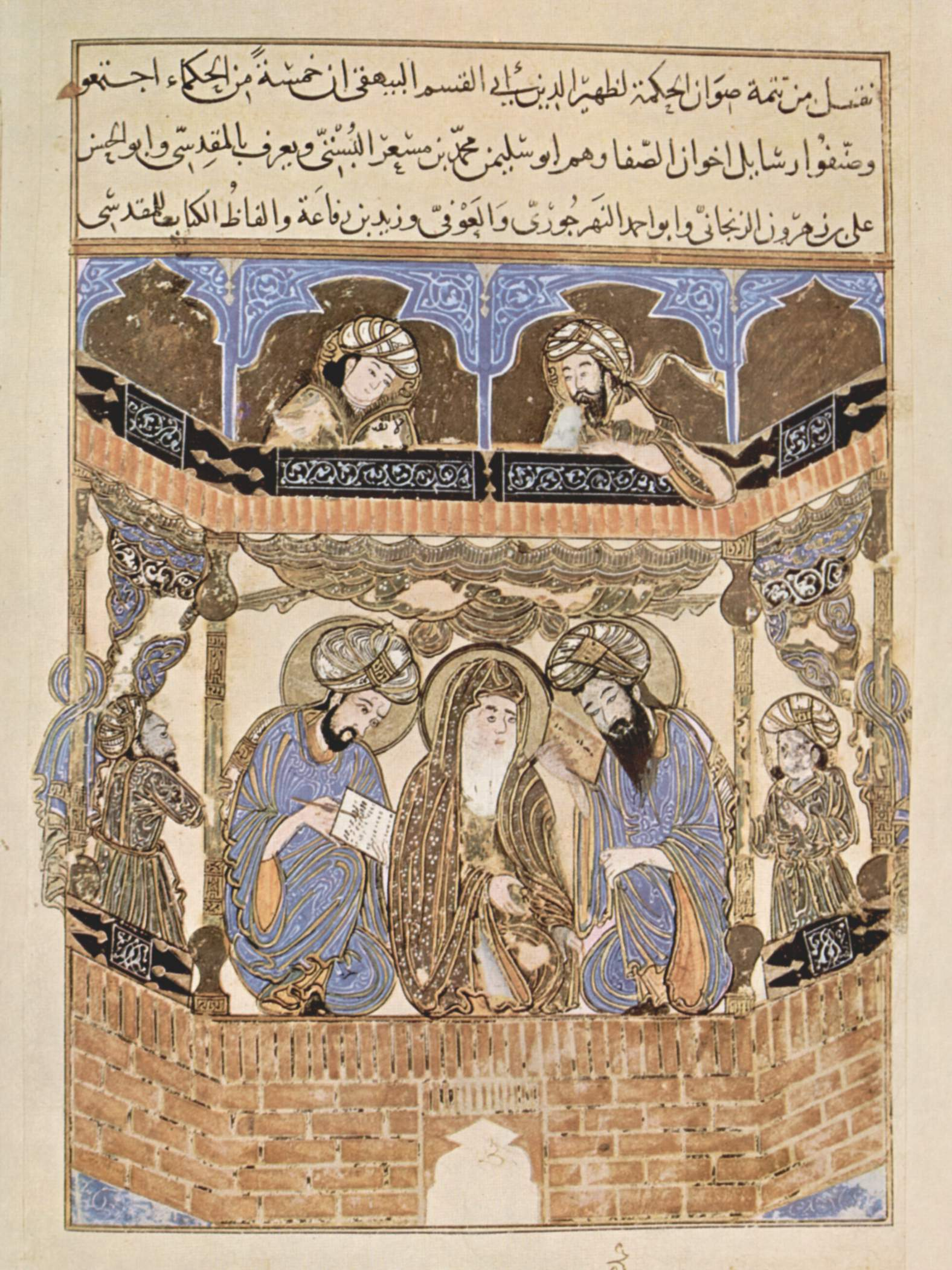
Manuscrit arabe du XIIe siècle tiré des Épîtres des frères de la pureté (Ikhwan Alsafa, اخوان الصفا) un groupe de philosophes arabes

Les recherches sur la vie et l’époque de Mahomet et la détermination des parties authentiques des sunnah, furent une des premières causes majeures du développement de l’érudition en langue arabe. Une des raisons du rassemblement de la poésie pré-islamique tient au fait que certains de ces poètes étaient proches du prophète (comme Labid, qui a vraiment rencontré Mahomet et s’est converti à l’Islam) et que leurs écrits éclairaient l’époque à laquelle ces événements s’étaient produits. Mahomet a également inspiré les premières biographies arabes, connues sous le nom d’al-sirah al-nabawiyyah. La toute première fut rédigée par Wahb ibn Munabbih mais c’est Muhammad ibn Ishaq qui écrira la plus célèbre. Tout en traitant de la vie du prophète, les lettrés racontaient également les événements et les batailles du début de l’ère islamique, et leurs récits présentent aussi de nombreuses digressions sur les anciennes traditions bibliques.
Un certain nombre des premiers travaux étudiant la langue arabe ont été commencés au nom de l’Islam. La tradition rapporte que le calife Ali, après avoir lu un Coran qui présentait des erreurs, a demandé à Abu al-aswad al-Du'ali (en) (603-689) d’écrire un livre qui codifierait la grammaire arabe. Un peu plus tard, Khalil ibn Ahmad (718-790) écrit le Kitab al-Ayn (en), premier dictionnaire d’arabe qui comprend également des travaux sur la prosodie et la musique. Son élève, Sîbawayh (760-796), produit l’œuvre la plus respectée de la grammaire arabe, connue sous le nom de al-Kitab, qui signifie simplement « le livre ».
D’autres califes ont exercé leur influence sur l’arabe comme Abd al-Malik, qui en a fait la langue officielle de l’administration du nouvel empire, et Al-Ma'mūn qui a fondé la Bayt al-Hikma ou « maison de la sagesse » à Bagdad, centre de recherche et de traduction. Les cités de Bassorah et Koufa, qui entretenaient une rivalité tenace, ont été deux autres foyers d’enseignement importants dans le monde arabe naissant.
Les institutions fondées principalement dans le but d'analyser en profondeur la religion islamique, fournirent un apport inestimable dans l’étude de nombreux autres sujets. Le calife Hicham ben Abd al-Malik fut déterminant dans l’enrichissement de la littérature en enseignant aux lettrés à traduire les œuvres étrangères en arabe. Le premier de ces textes fut probablement la correspondance d’Aristote avec Alexandre le Grand, traduit par Salm Abu al-'Ala'. À l’est, et dans un genre littéraire tout autre, Abdullah ibn al-Muqaffa traduisit les fables animales du Pañchatantra. Ces traductions ont gardé vivants l’érudition et l’enseignement, en particulier celui de la Grèce antique, alors que l’Europe était en plein Moyen Âge. Beaucoup de ces travaux furent ensuite réintroduits en Europe par le biais des versions arabes.

### La poésie arabe

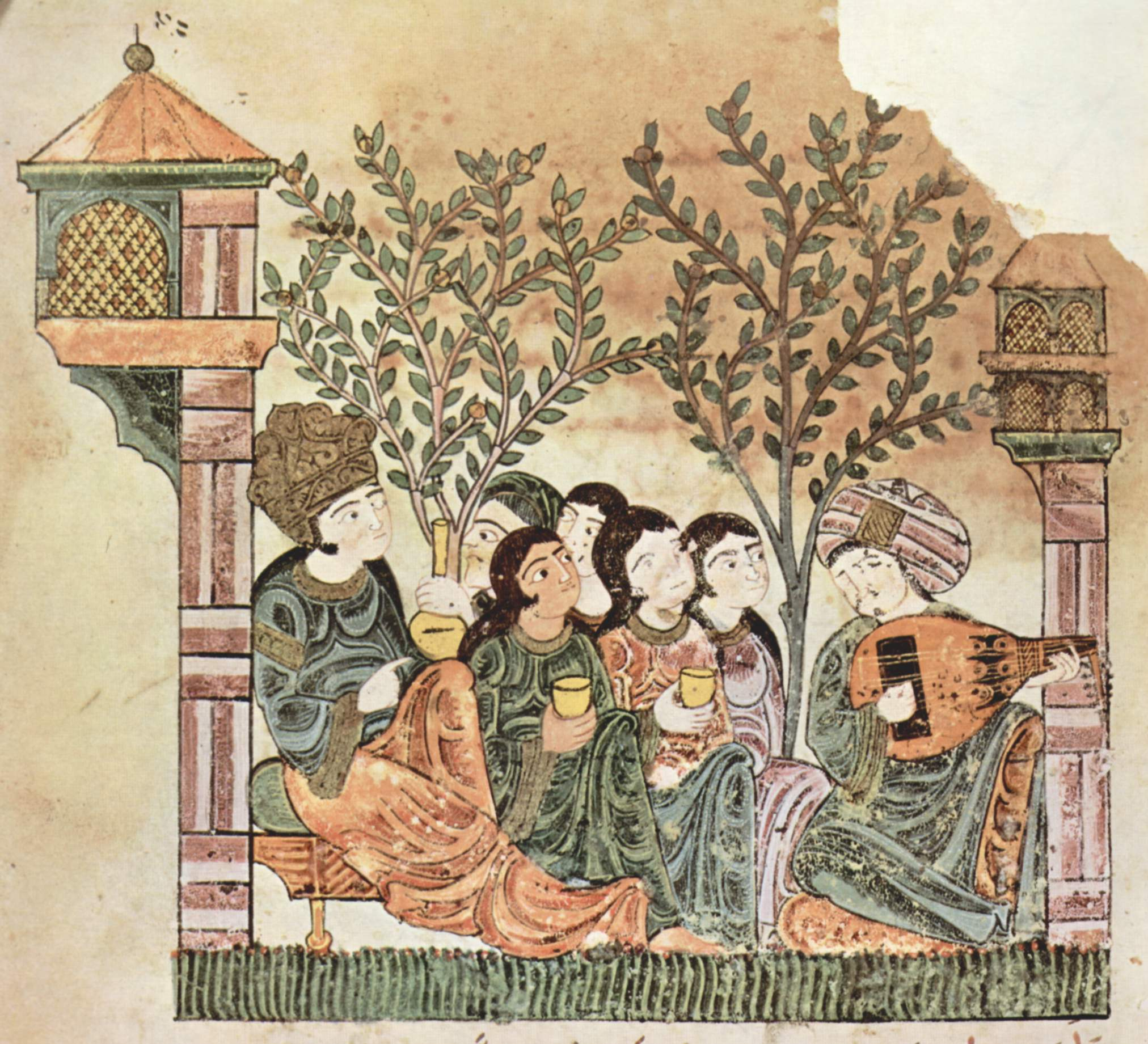
Illustration du Hadîth Bayâd wa Riyâd (manuscrit du XIII).

Une grande partie de la littérature arabe précédant le XXe siècle se présente sous la forme de poésies, et même les écrits qui n’appartiennent pas à proprement parler à ce genre contiennent des bribes de poésie ou prennent la forme de la prose rythmée ou « saj' ». Les thèmes du registre poétique vont des oraisons solennelles aux pamphlets acerbes ou encore des compositions mystiques et religieuses aux poèmes célébrant la sensualité et le vin. Une des caractéristiques essentielles du genre poétique, et qui sera également recherchée dans tous les autres genres littéraires, est l’idée qu’il doit être agréable à l’oreille. La poésie et la majeure partie de la prose furent écrites dans le but d’être déclamées à voix haute, et un grand soin fut apporté pour rendre toutes les compositions aussi mélodieuses que possible. En effet, « saj' » signifiait à l’origine « le roucoulement de la colombe ».

### La littérature d'adab
Le concept d'adab, défini au VIIIe siècle par Ibn al-Muqaffa, désigne tout à la fois l'éthique de l'homme de cour cultivé appelé à occuper de hautes fonctions administratives, les savoirs qu'il est censé maîtriser à cette fin, et la littérature qui lui apportera ces savoirs (d'abord épîtres et manuels). Al-Jâhiz se ressaisit au IXe siècle du concept d'adab en le définissant et en l'illustrant à travers différents genres d'ouvrages : didactiques (le Livre des Animaux, Al-Bayân wa l-Tabyîn) ou divertissants (le Livre des Avares). Il fait notamment de l'adab une littérature formatrice de l'adîb (littérateur, gentilhomme cultivé) se caractérisant par l'union du sérieux et du plaisant.
Dès le Xe siècle, l'adab désigne l'ensemble de la littérature en prose qui n'est ni de la science religieuse, ni de la philosophie. On parle alors de littérature d'adab, par opposition à la littérature populaire. La littérature d'adab comprend les anthologies postérieures au VIIIe siècle, les miroirs des princes, les fables, les proverbes, les encyclopédies, les épîtres, les ouvrages généalogiques, historiques et géographiques et la maqâma.

#### Les compilations et les manuels
Vers la fin du Xe siècle, Ibn al-Nadim, un libraire bagdadi, compila un travail de toute première importance pour l’étude de la littérature arabe. Son Kitab-al-Fihrist est un catalogue de tous les livres disponibles à la vente à Bagdad et il donne une fascinante vision d’ensemble de l’état de la littérature de cette époque.
Une des formes de littérature les plus fréquentes durant la période des Abbassides fut la compilation. Il s’agissait de collections de faits, d’idées, de poèmes et d’histoires instructives traitant d’un seul thème à la fois et recouvrant des sujets aussi divers que la maison et le jardin, les femmes, les resquilleurs, les aveugles, la jalousie, les animaux et l’avarice. Les trois dernières de ces compilations furent écrites par al-Jahiz, un maître incontesté du genre. Ces collections furent très utiles aux nadim (compagnon d’un chef ou d’un noble) dont le rôle était souvent de régaler leur maître avec des histoires et des nouvelles utilisées pour distraire ou pour conseiller.
Un autre type d’œuvre fut associé de près aux collections : il s’agit du manuel, dans lequel les écrivains comme ibn Qoutayba donnèrent des instructions sur des sujets comme l’étiquette, la manière de gouverner, d'être un bon bureaucrate et même d'écrire. Ibn Qutaybah écrivit également l’une des toutes premières histoires du peuple arabe en puisant à la fois dans les histoires bibliques et dans les contes populaires, mais aussi et surtout en se référant aux événements historiques.
Le thème de la sexualité fut fréquemment exploré dans la littérature arabe. Le ghazal ou poème d’amour a une longue histoire, étant parfois tendre et pur, et à d’autres moments beaucoup plus explicite. Dans la tradition soufie, les poèmes d’amour connaîtront une large portée mystique et religieuse. Des guides sexuels furent également rédigés, comme « Le jardin parfumé », le Tawq al-hamamah (« Collier de la colombe ») de ibn Hazm et le Nuzhat al-albab fi-ma la yujad fi kitab (« Jubilation des cœurs concernant ce qui ne sera jamais trouvé dans un livre ») de Ahmad al-Tifachi. D’autres ouvrages s’opposeront à de telles œuvres, comme le Rawdat al-muhibbin wa-nuzhat al-mushtaqin (« La prairie des amoureux et la distraction des amoureux éperdus ») d'Ibn Qayyim al-Jawziyya, qui donne des conseils sur la manière de séparer l’amour et la luxure et ainsi d’éviter le péché.

#### Les biographies, chroniques et récits de voyages

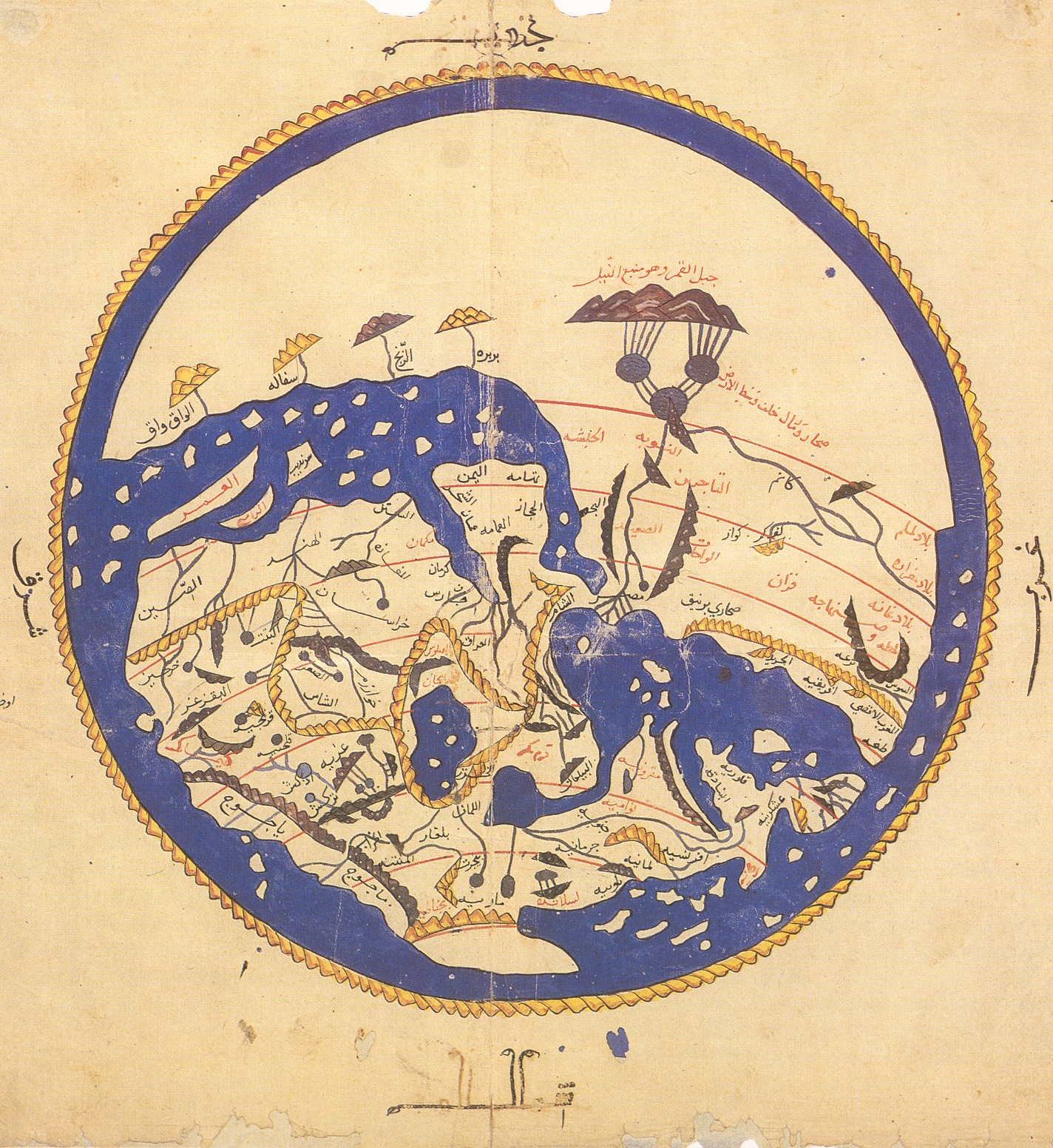
Le monde d'Al Idrissi orienté sud/nord

En dehors des premières biographies de Mahomet, le premier biographe majeur à approfondir des personnages plutôt que de se limiter à la rédaction d’hymnes de louange fut al-Balâdhurî qui, avec son Kitab ansab al-ashraf ou « Livre des généalogies des nobles », présente une véritable collection de biographies. Un autre dictionnaire biographique important fut commencé par ibn Khallikân puis complété par al-Safadi. Enfin le Kitab al-I'tibar, qui nous relate la vie de Usamah ibn Munqidh et son expérience des batailles des croisades, constitua une des premières autobiographies d’importance. Certains textes empruntent la forme de la sira (biographie) pour faire œuvre de fiction, telle la sirat Sayf ibn Dhi Yazan.
Ibn Khordadbeh, apparemment un fonctionnaire du service postal de l’époque, écrivit un des tout premiers guides de voyage. La forme se popularisa par la suite dans la littérature arabe à travers les ouvrages d’ibn Hawqal, d’ibn Fadlân, d’al-Istakhri, d’al-Maqdisi, d’al Idrissi ainsi que ceux d’Ibn Battûta dont les voyages restèrent mémorables. Ces ouvrages donnèrent une vision fascinante des nombreuses cultures du vaste monde islamique et offrirent également des perspectives de conversion des peuples non musulmans aux extrémités de l’empire. Ils firent connaître également à quel point les musulmans étaient devenus une puissance commerciale de premier plan. Le plus souvent, ces ouvrages prenaient la forme de comptes rendus foisonnant de détails géographiques et historiques. Ils donnèrent naissance à un genre littéraire à part entière que l'on nomme en arabe : rihla (رحلة) ce qui traduit signifie « voyage ».
Certains écrivains se concentrèrent sur l’histoire en général, comme al-Yaqubi et al-Tabari, alors que d’autres se focalisèrent sur des périodes et des lieux précis, comme ibn al-Azraq qui relate l’histoire de la Mecque ou ibn Abi Tahir Tayfur qui écrivit celle de Bagdad. Parmi les historiens arabes, c’est ibn Khaldoun qui est considéré comme le plus grand penseur. Sa chronique Muqaddima, qui prend pour objet d’étude la société, est un texte fondateur de la sociologie et de l’économie arabe.

#### Les maqâmât (ouSéances)
Le genre des maqâmât (Séances) est inventé dans la deuxième moitié du Xe siècle par al-Hamadhani, auteur d'origine persane écrivant en arabe. Une maqâma est un court récit de fiction qui se présente comme la transcription d'un khabar (anecdote transmise oralement) en saj' (prose rimée).
Chez Hamadhani, chaque maqâma commence par l'isnâd "Aïssa Ibn Hichâm nous rapporta", suivie de l'historiette elle-même, dont Aïssa Ibn Hichâm a été le témoin ou le protagoniste. Cette historiette met en scène le personnage d'Abu l-Fath al-Iskandarî, un escroc facétieux dont les ruses reposent presque toujours sur un usage détourné de l'éloquence et de la rhétorique. Ce personnage du vagabond/truand usant de son éloquence pour gagner son pain est appelé mukaïd (qui emploie la ruse, keyd) et sa paternité littéraire est attribuée à Jâhiz, qui l'introduit dans un chapitre du Kitâb al-bukhalâ' (le Livre des avares). Le thème de la maqâma est souvent tiré de situations de la vie quotidienne, à travers lesquelles d’autres thèmes plus graves sont abordés, politiques et sociaux. Les préoccupations sociales qui caractérisent à ses débuts le genre des maqâmât viennent notamment de l'intérêt alors porté par les élites à la classe populaire et à ses marginaux. À cet égard, le poème d'Abû Dulaf al-Khazrajî sur les vagabonds et les mendiants est considéré comme une des sources d'inspiration privilégiées de la maqâma.
Ces préoccupations politiques et sociales vont cependant s'atténuer, voire disparaître, dans l'œuvre des continuateurs d'al-Hamadhani, au profit de l'autre grande caractéristique de la maqâma : son recours aux procédés de la rhétorique et aux figures de style (badi'). Al-Hariri, le plus célèbre continuateur de Hamadhani, recourt massivement au « badi », qui consiste en l’addition délibérée de tournures littéraires complexes destinées à montrer la dextérité langagière de l’écrivain. Chez lui, le rapporteur de l'histoire se nomme al-Harith Ibn Hammam, et l'éloquent imposteur (mukaddi) Abu Zayd al-Saruji, tous deux personnages fictifs. Néanmoins, dans la dernière maqâma, Abu Zayd choisit la rédemption et se fait mystique. La maqâma fut un genre incroyablement populaire de la littérature arabe, et l’une des rares formes que l’on continua à utiliser durant le "déclin" de la littérature arabe aux XVIIe et XVIIIe siècles. Gibran Khalil Gibran s'en inspira au XXe siècle.

### La littérature populaire

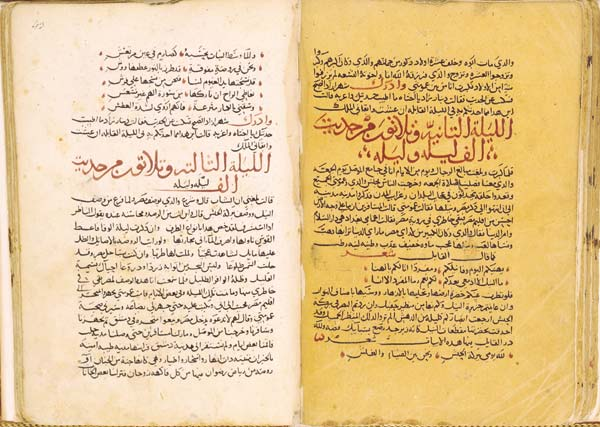
Une version arabe des Mille et Une Nuits (Kitab alf layla wa layla ألف ليلة وليلة).

Il y a comparativement peu de fiction en prose dans la littérature arabe, bien que de nombreuses œuvres non-fictionnelles contiennent de courtes histoires. Une large proportion de celles-ci ont probablement été inventées de toutes pièces ou embellies. L’absence d’œuvres fictionnelles complètes est en partie due à la distinction entre fushâ, la langue érudite, et 'âmmiyya, la langue populaire. Quelques écrivains se sont efforcés d’écrire des œuvres en langue populaire, mais il a été ressentit que cette littérature devait s’améliorer et présenter des objectifs plus précis, c’est-à-dire être davantage instructive plutôt que d’avoir simplement un objectif divertissant. Ce point de vue n’a cependant pas mis fin au rôle traditionnel des « hakawati » ou conteurs d’histoires qui ont continué à raconter les épisodes distrayants des œuvres éducatives ainsi que les nombreuses fables et contes populaires qui n’étaient pas habituellement consignés par écrit.
Les contes des Mille et Une Nuits, qui sont parmi les plus connus de la littérature arabe et qui ont toujours un impact important sur les idées que les non-Arabes ont de la culture arabe, constituent cependant une exception notable à l’absence de fiction. Bien que considérés comme d’origine arabe, ils furent en fait développés à partir d’œuvres persanes, et les histoires elle-même ont peut-être des racines en Inde. Les histoires d‘Aladin ou la Lampe merveilleuse et d‘Ali Baba et les Quarante Voleurs constituent de bons exemples de l’absence de prose fictionnelle populaire en arabe. Habituellement considérées comme des épisodes des Mille et Une Nuits, elles ne font en fait pas partie des contes originaux. Elles y furent incluses pour la première fois dans la traduction française des contes par Antoine Galland, qui les avaient entendus de la bouche d’un conteur traditionnel. Auparavant elles n’existaient que dans des manuscrits arabes incomplets. L’autre personnage haut en couleur de la littérature arabe fictionnelle, Sinbad, provient bien, lui, des Mille et Une Nuits.
Les Mille et Une Nuits sont généralement rangées dans le genre de la littérature arabe épique, au côté de nombreuses autres œuvres. Ce sont habituellement des collections de courtes histoires ou d’épisodes enfilés ensemble dans un long conte unique. Les versions étendues furent consignées par écrit, la plupart du temps assez tardivement, après le XIVe siècle, quoique nombre d’entre elles fussent indubitablement collectées plus tôt et que plusieurs des histoires originelles remontent probablement à l’époque pré-islamique. Dans ces collections on peut trouver de nombreux types d’histoires différentes telles que : des fables animales, des proverbes, des histoires sur le jihad et la propagation de la foi, des contes humoristiques, des contes moraux, et même des contes traitant de personnages caractéristiques comme l’escroc rusé Ali Zaybaq ou le farceur Joha.

### Science-fiction
Al-Risalah al-Kamiliyyah fil Sira al-Nabawiyyah (Le Traité de Kamil sur la biographie du prophète), écrit par le polymathe arabe Ibn al-Nafis (1213-1288), est considéré comme le premier exemple de roman de science-fiction connu,. Tout en étant un exemple précoce d'une histoire d’île déserte et de passage à l’âge adulte, le roman traite de divers éléments de science-fiction tels que l'origine de la vie, la futurologie, les thèmes apocalyptiques, la fin du monde, la résurrection et l’au-delà. Plutôt que de donner des explications surnaturelles ou mythologiques à ces événements, Ibn al-Nafis a tenté d’expliquer ces éléments de l’intrigue en utilisant ses propres connaissances scientifiques approfondies en anatomie, biologie, physiologie, astronomie, cosmologie et géologie. Son but principal derrière ce travail de science-fiction était d’expliquer les enseignements religieux islamiques en termes de science et de philosophie. Par exemple, c’est à travers ce roman qu'Ibn al-Nafis introduit sa théorie scientifique du métabolisme et fait référence à sa propre découverte scientifique de la circulation pulmonaire afin d’expliquer la résurrection corporelle.
Un certain nombre d’histoires dans les Mille et Une Nuits comportent également des éléments de science-fiction. Un exemple est « Les aventures de Bulukiya », où la quête du protagoniste Bulukiya pour l’herbe de l’immortalité l’amène à explorer les mers, à voyager au Jardin d’Eden, en Enfer, et à travers le cosmos dans différents mondes beaucoup plus grands que son propre monde, anticipant des éléments de science-fiction galactique ; en chemin, il rencontre des sociétés de Djinns, de sirènes, de serpents qui parlent, d’arbres qui parlent et d’autres formes de vie.
Dans un autre conte des Mille et Une Nuits, le protagoniste Abdullah le Pêcheur acquiert la capacité de respirer sous l’eau et découvre une société sous-marine qui est dépeinte comme un reflet inversé de la société sur terre. Dans ce conte, cette société sous-marine suit une forme de communisme primitif où des concepts comme l’argent et les vêtements n’existent pas.
D’autres contes des Mille et Une Nuits traitent de technologies anciennes perdues, de civilisations anciennes avancées qui se sont égarées et de catastrophes qui les ont submergées. « Madīnat al-Nuḥās » (La Cité de Laiton) met en scène un groupe de voyageurs participant à une expédition archéologique à travers le Sahara pour trouver une ancienne cité perdue et tenter de récupérer un récipient en laiton que Salomon utilisait autrefois pour piéger un djinn. Ce groupe de voyageurs rencontre alors, en cours de route, une reine momifiée, des habitants pétrifiés, des robots humanoïdes réalistes, des automates, des marionnettes séduisantes dansant sans cordes et un robot cavalier en laiton qui dirige une fête.
« Al hisan al-abnus » (Le Cheval d'ébène) met en scène un robot sous la forme d’un cheval mécanique contrôlé à l’aide de clés qui peut voler dans l’espace et vers le soleil tandis que le « Troisième conte de Qalandar » présente également un robot sous la forme d’un marin étrange. « Madīnat al-Nuḥās » et « Al hisan al-abnus » sont considérés comme des exemples précoces de proto-science-fiction.

### Le déclin de la littérature arabe classique? (1258-1798)
L'expansion des populations arabes aux VIIe et VIIIe siècles les font entrer en contact avec une variété de peuples différents qui, peu à peu, influencent leur culture. L'ancienne civilisation perse est, de toutes, celle dont l'impact reste le plus important sur la littérature arabe. La Perse aime à se considérer comme la quintessence de la culture islamique en dépit de la régression de son influence depuis plusieurs siècles. « Shu'ubiyya » est le nom de la querelle opposant la vie rude, rurale et désertique des Arabes à celle du monde perse, plus aisée et plus raffinée. Bien que cela ait provoqué des débats passionnés parmi les érudits et contribué à la diversification des styles littéraires, ce conflit demeure non préjudiciable, car l'urgence est alors de forger une identité culturelle islamique unique. Le poète persan Bashâr Ibn Burd (715-785) résume sa propre position dans les quelques lignes de poésie suivante :
Jamais il ne chanta les chants des chameaux derrière une bête galeuse,
Ni ne transperça la coloquinte amère, complètement affamé
Ni ne déterra un lézard du sol et le mangea…
L'héritage culturel des habitats arabes du désert continue à montrer son influence, même si de nombreux écrivains et érudits vivent dans les grandes cités arabes. Lorsque Khalil ibn Ahmad énumère les parties de poésie, il nomme les strophes « bayt », ce qui signifie « tente », et les pieds « sabah » (« corde de tente »). Même au cours du XXe siècle, cette nostalgie pour la vie simple du désert apparaît dans la littérature, ou du moins les écrits postérieurs sont consciencieusement remis au goût du jour. Une lente résurgence du persan et une délocalisation du gouvernement et des principaux centres d’apprentissage à Bagdad réduisent la production de la littérature arabe. Les thèmes et les genres de la prose arabe sont majoritairement repris en persan par des auteurs comme Omar Khayyam, Attar et Rumi, tous manifestement influencés par les premières œuvres. Au début, la langue arabe conserve son importance dans les domaines politique et administratif, mais avec l’ascension de l’Empire ottoman son usage est restreint à celui de la religion uniquement. C’est ainsi qu’à côté du persan, les nombreuses variantes des langues turciques dominent la littérature des régions arabes jusqu’au XXe siècle, tout en intégrant quelques influences sporadiques de l’arabe.

## La littérature arabe moderne: duXIXesiècleà nos jours

### Lanahda
On appelle littérature arabe moderne la littérature qui débute avec la nahda (نهضة). Ce terme, qu’il est convenu d’appeler Renaissance, signifie littéralement éveil, essor, envol. Ce mouvement est historiquement déterminé à partir du XIXe siècle. Il accompagne la longue agonie de l’Empire ottoman, qui au début du siècle comprend encore la plus grande partie du Moyen-Orient et du Maghreb. Il est contemporain des premières convoitises occidentales, la France, le Royaume-Uni et l’Italie se disputant ces provinces de l’Empire qui sera peu à peu démembré jusqu’à disparaître définitivement en 1923. Il est la conséquence indirecte des deux réformismes politico-religieux qui ont surgi au milieu du XVIIe siècle : celui de Mohammed ben Abdelwahhab (1703-1792), qui prêchait le retour à un islam primitif, débarrassé des innovations postérieures au IXe siècle ; et celui de la confrérie des Sénoussis (Libye) qui prônait, dès 1835, la résurrection nationale et luttait contre les Ottomans d’abord, les Italiens ensuite. Ce réveil est aussi le résultat et l’un des moteurs des réformes économiques, sociales et politiques que la Sublime Porte fut peu à peu obligée de consentir, et de celles qui, à la suite de la campagne de Napoléon Bonaparte (1798-1801), furent commencées en Égypte par Méhémet Ali (1805-1839), puis poursuivies par son petit-fils ‘Ismâ‘il (1863-1879). Il est enfin, au Liban et en Syrie, la conséquence de l’activité accrue des missionnaires, qui se servent de l’arabe pour leur enseignement, fondent des établissements scolaires, puis militaires, et installent des imprimeries. Cet ensemble de facteurs va peu à peu transformer les mentalités, si bien que vers le milieu du siècle émerge au Proche-Orient ce que l’on a pu appeler l’intellectuel moderne. C’est du milieu du XIXe que l’on date parfois la Nahda, le réveil des lettres arabes se produisant à cette époque. Cependant, on considère souvent que l’événement qui en marque le début est la campagne d'Égypte de Napoléon, puisque c’est à ce moment que le monde moderne fait son intrusion dans la région. Entre 1798 et 1801, Bonaparte va occuper l’Égypte afin de couper la route des Indes aux Britanniques et d’en faire une colonie. L’armée française met en déroute les gouverneurs mamelouks, et occupe le pays, ce qui va achever de déconsidérer les anciens gouvernants aux yeux des Arabes. Elle est accompagnée de techniciens, d’administrateurs, de savants, qui excitent la curiosité des ‘ulamâ’ et les initient au savoir occidental. Le chroniqueur et historien Abd al-Rahman al-Jabarti (1753-1825) donne un précieux témoignage de cet émerveillement des élites, doublé de la prise de conscience du retard de leur pays sur l’Europe. Le projet militaire des Français échoue ; cependant, à leur départ, les ‘ulamâ’ feront tout pour empêcher le retour au pouvoir des mamelouks et élisent comme gouverneur Muhammad ‘Alî, officier albanais de l’armée turque.
Celui-ci, militaire, a pour priorité la modernisation de l’armée et de l’appareil d’État. Néanmoins, il a conscience que toute réforme passe par la formation d’une élite et donc par la mise en place d’une politique éducative ouverte. Dans ce but, il fonde la première imprimerie égyptienne à Bûlâq en 1822, ouvre des écoles laïques, primaires et secondaires, et envoie des étudiants boursiers se former en Europe. Ces trois facteurs seront les éléments déterminants du renouveau de la littérature arabe.
Cette renaissance ne fut pas seulement ressentie au sein du monde arabe, mais également au-delà, à travers un grand intérêt des Européens pour la traduction des œuvres arabes. Bien que l’usage de l’arabe fut ravivé, beaucoup de tropes de la littérature classique qui la rendaient si complexe et ornée furent abandonnés par les écrivains modernes. D’autre part, les formes littéraires occidentales comme la nouvelle ou le roman furent préférés aux formes de la littérature traditionnelle arabe.
Tout comme au VIIIe siècle, lorsqu’un mouvement de traduction du grec ancien revitalisa la littérature arabe, un autre mouvement de traduction depuis les langues occidentales va offrir de nouvelles idées et de nouveaux matériaux pour l’arabe. Un des tout premiers succès fut Le Comte de Monte-Cristo qui inspira ensuite une foule de romans historiques sur des thèmes spécifiquement arabes. Rifa'a al-Tahtawi et Jabra Ibrahim Jabra furent deux des traducteurs importants de cette époque.
Lors de la deuxième moitié du XXe siècle, des changements politiques majeurs dans le monde arabe ont rendu la vie des écrivains plus difficile. Nombre d’entre eux ont souffert de la censure, tel Sonallah Ibrahim (1937-), et d’autres furent emprisonnés comme Abdel Rahman Mounif (1933-2004). En même temps, ceux qui avaient rédigé des œuvres favorables aux gouvernements furent promus à des postes élevés dans les institutions culturelles. Des chroniqueurs et des lettrés rédigèrent également des polémiques politiques et des critiques ayant pour but de remodeler la politique arabe. Parmi les plus connus on trouve Le Futur de la culture en Égypte de Taha Hussein, qui fut une œuvre majeure sur le nationalisme égyptien, ou encore les œuvres de Malak Hifni Nasif (1886-1918, sous le pseudonyme de Bahithat al-Badiyya) et de Nawal El Saadawi (1931-2021) qui militèrent pour les droits des femmes.

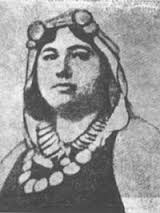
Malak Hifni Nasif
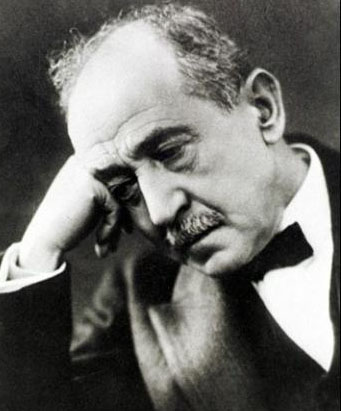
Ahmed Chawqi
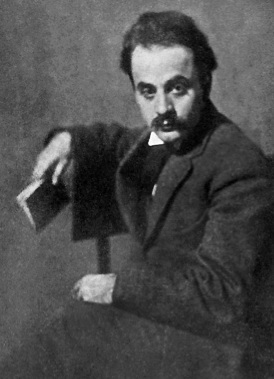
Gibran Khalil Gibran en 1913
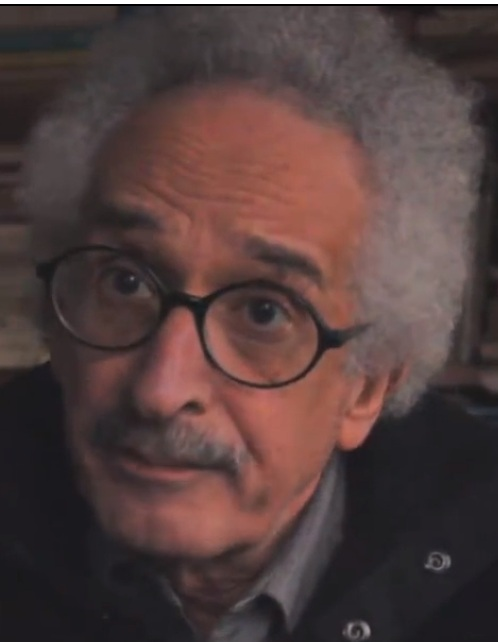
Sonallah Ibrahim
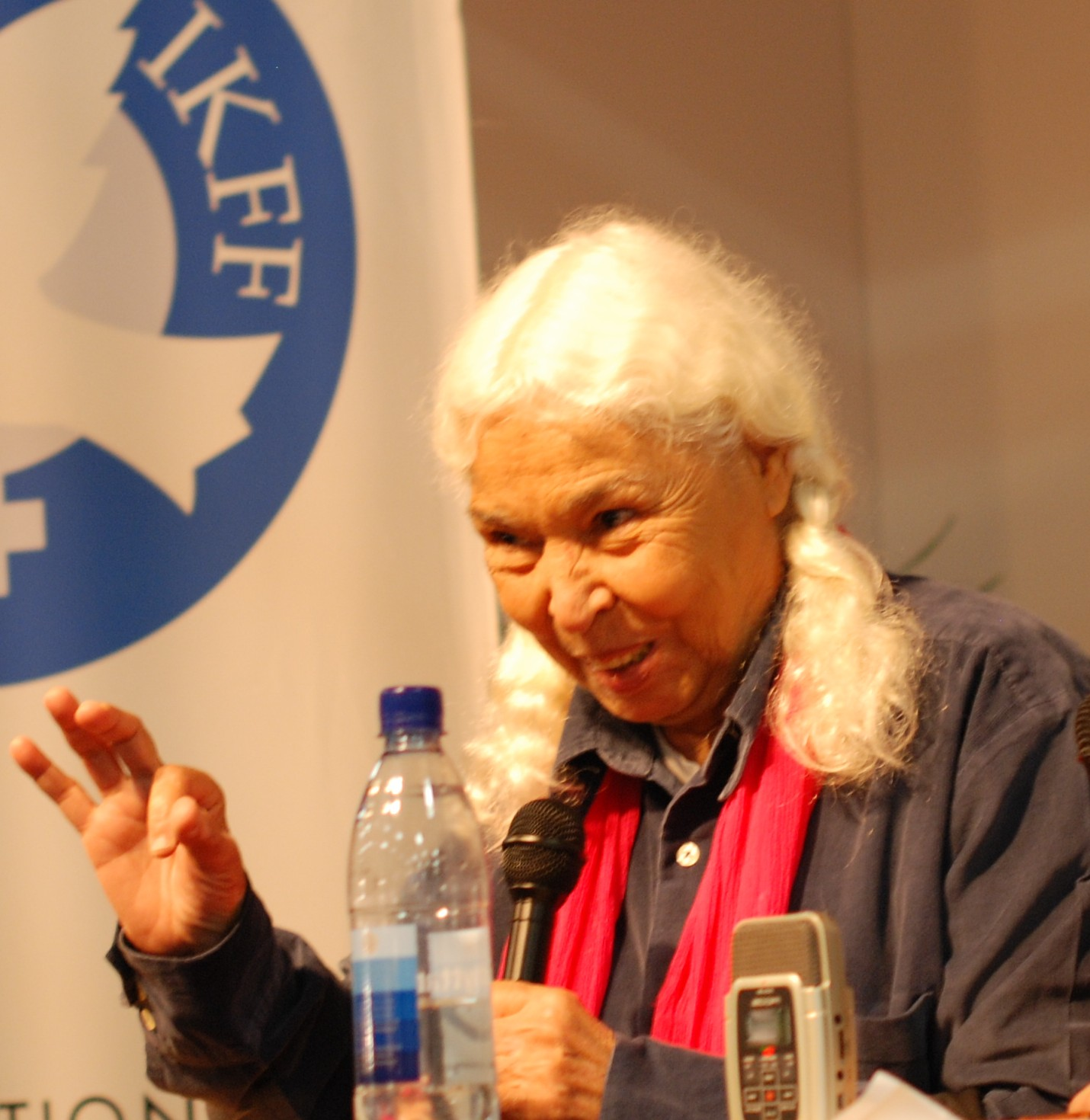
Nawal El Saadawi

- Mahjar, mouvement littéraire de la diaspora arabe en Amérique (du Nord)
- Ligue de la plume (1915, Rabita al-Qalamiyya), première société littéraire d'expression arabe en Amérique du Nord (New York)
- Revues du Mahjar : Al-Hoda, Kawkab America, Meraat-ul-Gharb, Al-Funoon, As-Sayeh, The Syrian World

### Le roman arabe contemporain

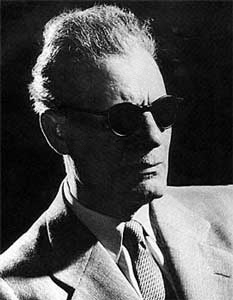
Taha Hussein

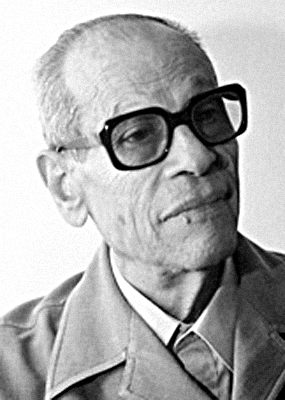
Naguib Mahfouz

Le renouveau de la période nahda a été caractérisé par deux tendances majeures :
- le mouvement néo-classique, « Ihyâ »" (احياء), qui signifie littéralement « réanimation » ou « revivification » et qui consiste à se tourner vers le patrimoine arabe classique pour le réinventer. Ce mouvement chercha à redécouvrir les traditions littéraires du passé et fut influencé par les genres littéraires traditionnels comme le maqâma et Les Mille et Une Nuits.
- le mouvement moderniste, « Iqtibâs » (اقتباس), qui signifie littéralement « allumage de son feu au foyer d’un autre » et qui consiste à puiser son inspiration dans les œuvres littéraires européennes, voire à les adapter ou à les imiter. Ce mouvement prit naissance avec la traduction des œuvres occidentales, essentiellement les romans, en arabe.

Tout au long du XIXe siècle, de nombreux auteurs explorent les relations entre Orient et Occident. Parmi eux on trouve le réformateur Rifa'a al-Tahtawi (1801-1873) ou encore Alî Mubârak (1823-1893).
Des auteurs individuels en Syrie, au Liban, et en Égypte créèrent des œuvres originales en imitant le classique maqâma. L’un des plus remarquables fut Muhammad al-Muwaylihî, dont le livre Le Hadith de Issa ibn Hisham (حديث عيسى بن هشام) constitua une critique de la société égyptienne sous le règne d'Ismaïl Pacha. Cette œuvre représenta la première étape du développement du roman arabe moderne. Cette tendance fut suivie par Jorge Zaydan, un écrivain chrétien libanais qui émigra avec sa famille en Égypte à la suite des émeutes de Damas en 1860. Au début du XXe siècle, Zeidan publia ses romans historiques sous la forme de feuilletons dans le journal égyptien al-Hilal. Ces romans furent extrêmement populaires grâce à la clarté de leur expression, à leur structure simple et à la vive imagination de l’auteur. Gibran Khalil Gibran et Mikha’il Na’ima furent deux autres auteurs majeurs de cette période. Tous deux incorporèrent des rêveries philosophiques dans leurs œuvres.
Néanmoins, les critiques littéraires ne considèrent pas les œuvres de ces quatre auteurs comme étant de véritables romans, mais plutôt comme précurseurs des formes que le roman arabe moderne va incarner. Nombre de ces critiques désignent Zaynab, le roman de Muhammad Husayn Haykal, comme le premier véritable roman de langue arabe ; mais d’autres lui préfèrent Adraa Denshawi de Muhammad Tahir Haqqi.
Un des thèmes récurrents du roman arabe moderne est l’étude de la vie de famille, qui présente un parallèle évident avec la famille arabe internationale du monde. Nombre de romans n’ont pas pu éviter les questions politiques et les conflits des régions dans lesquelles la guerre a souvent joué un rôle de fond dans l’apparition des drames familiaux. Les œuvres de Naguib Mahfouz dépeignent la vie au Caire, et sa Trilogie du Caire, qui décrit les luttes d’une famille moderne du Caire à travers trois générations, lui a valu le prix Nobel de littérature en 1988. Il fut le premier écrivain arabe à obtenir ce prix.

### Les arts de la scène
C'est seulement à l'époque contemporaine que le théâtre et les arts de la scène sont devenus une partie visible de la littérature arabe. Il y a peut-être eu une tradition théâtrale plus ancienne, mais elle ne fut probablement jamais considérée comme étant légitime et la majeure partie de ces œuvres ne fut jamais consignée.

#### Performances anciennes
Il existe une ancienne tradition de représentations publiques parmi les musulmans chiites qui consistent en une pièce dépeignant la vie et la mort de Al-Hussein ibn Ali lors de la bataille de Kerbala en 680 ap. J.-C. On peut trouver également de nombreuses pièces composées par Shams al-din Muhammad ibn Daniyal, au XIIIe siècle.
À cette époque il mentionne que les vieilles pièces de théâtre sont devenues démodées et offre donc comme nouveau matériau ses propres œuvres, dont Le Mariage de l'Emir conjonctif.
Il existe donc bien avant lui une tradition de théâtre d'ombres arabe,, particulièrement syrien (inscrit sur la liste du patrimoine immatériel nécessitant une sauvegarde urgente de l'UNESCO depuis le 28 novembre 2018). Sont impliqués divers auteurs, dont Alhazen et Ibn Hazm (11e siècle).

#### 19esiècle
De nouvelles pièces de théâtre ont commencé à être écrites au XIXe siècle, principalement en Égypte. Elles furent, au départ, essentiellement des imitations d'œuvres françaises ou du moins fortement influencées par elles, comme les comédies de Yaqub Sannu (1839-1912), le pionnier du théâtre égyptien, surnommé le « Molière de l’Égypte », qui compose des pièces en arabe dialectal inspirées des modèles offerts par Molière, Goldoni, Sheridan.

#### 20esiècle
Il faut attendre le XXe siècle pour voir se développer un style plus typiquement arabe qui va se répandre.
Le plus important des dramaturges arabes reste Tawfiq al-Hakim (1898-1987), dont la première pièce met en scène l'histoire coranique des Sept Dormants d'Éphèse et la deuxième un épilogue des Mille et Une Nuits.
Yusuf al'Ani d'Irak et Saadallah Wannous de Syrie ont été deux autres dramaturges importants de cette époque.

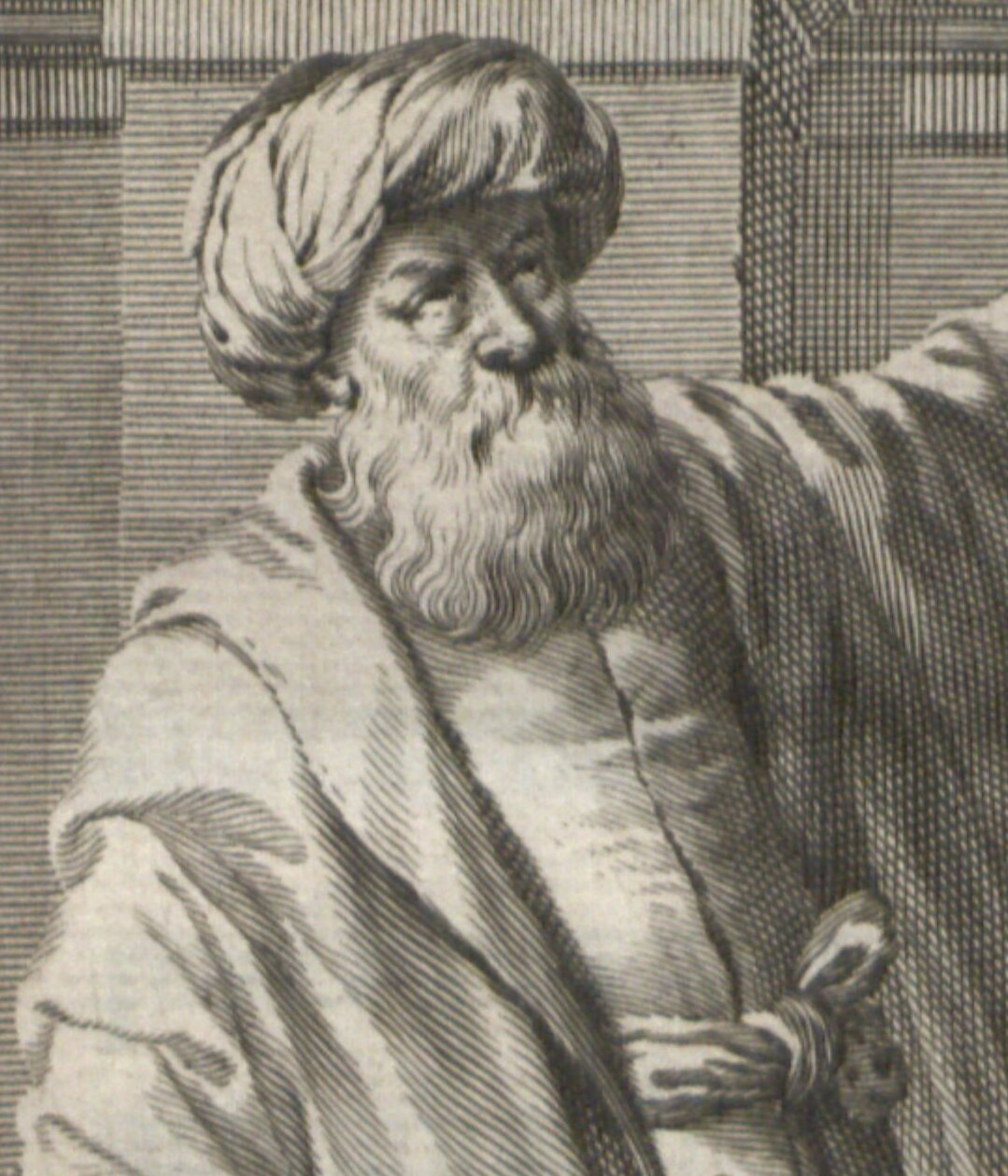
Alhazen
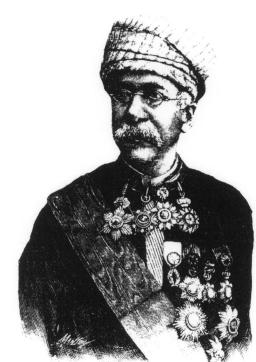
Yaqub Sannu
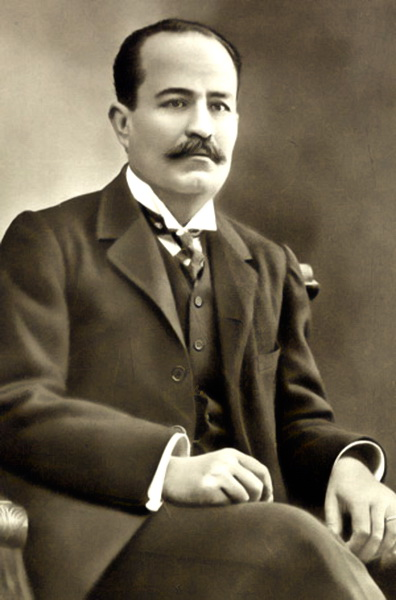
Jorge Zaydan
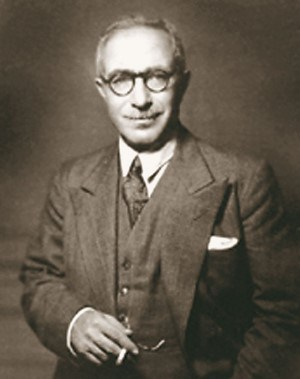
Muhammad Husayn Haykal
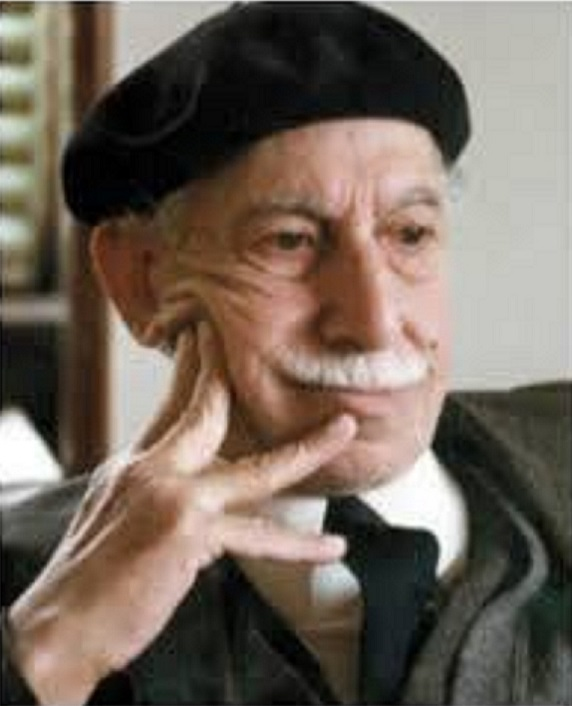
Tawfiq al-Hakim